# 레드불 뮤직 아카데미
레드불 뮤직 아카데미 (RBMA, Red Bull Music Academy)는 전세계 음악인과 음악을 좋아하는 사람들이 모여 공연, 대담, 음악 작업 등 다양한 형태로 음악을 공부하고 즐길 수 있는 특별한 레드불* 프로그램으로, 1998년 독일 베를린에서 처음 시작된 이래 지난 16년간 베를린, 마드리드, 런던, 뉴욕, 도쿄 등 매년 세계적인 도시를 순회하며 개최되었다. {특히 2013년 일본 도쿄에서 진행된 레드불 뮤직 아카데미의 경우에는 전세계에서 6,000여명의 참가자가 몰려 100:1의 경쟁률을 기록하는 등 해를 거듭할수록 음악인들 사이에서 인기가 높아지고 있다. 선발된 참가자들은 ‘뮤직 아카데미’ 기간 동안 강연, 스튜디오 세션, 콘서트, 워크숍 등 다양한 형태의 음악 교육 프로그램을 경험할 수 있을 뿐만 아니라, 최신식 전문 설비를 갖춘 스튜디오에서 솔로 및 콜라보레이션 음악 작업을 진행할 수 있다.
‘레드불 뮤직 아카데미’의 강연자로는 저스트 블레이즈(Just Blaze), 조지오 모로더(Giorgio Moroder), 썬더캣(Thundercat), 에리카 바두(Erykah Badu), 질베르토 질(Gilberto Gil), 사카모토 류이치(Sakamoto Ryuichi) 등 세계 정상급 아티스트 약 1,500명이 참여해왔다.
이 외에 LA의 선구적인 힙합 프로듀서이자 DJ인 토키몬스타(Tokimonsta), 실험적인 일렉트로닉 음악 프로듀서인 플라잉 로터스(Flying Lotus), 카니예 웨스트(Kanye West)와 드레이크(Drake)의 비트를 담당한 바 있는 프로듀서 허드슨 모호크(Hudson Mohawke), 덥스텝 장르의 대중화를 이끈 케이트 비(Katy B) 등 ‘레드불 뮤직 아카데미’에 참가했던 상당 수의 아티스트들은 각 분야를 대표하는 전문 아티스트로 성장했다

## 개최 도시
| 개최일시 | 회 | 개최도시                     |
| -------- | -- | ---------------------------- |
| 1998     | 1  | 독일 베를린                  |
| 1999     | 2  | 독일 베를린                  |
| 2000     | 3  | 아일랜드 더블린              |
| 2001     | 4  | 영국 런던 / 미국 뉴욕        |
| 2002     | 5  | 브라질 상파울루              |
| 2003     | 6  | 남아프리카 공화국 케이프타운 |
| 2004     | 7  | 이탈리아 로마                |
| 2005     | 8  | 미국 시애틀                  |
| 2006     | 9  | 오스트레일리아 멜버른        |
| 2007     | 10 | 캐나다 토론토                |
| 2008     | 11 | 스페인 바르셀로나            |
| 2010     | 12 | 영국 런던                    |
| 2011     | 13 | 스페인 마드리드              |
| 2013     | 14 | 미국 뉴욕                    |
| 2014     | 15 | 일본 도쿄                    |
| 2015     | 16 | 프랑스 파리                  |
| 2016     | 17 | 캐나다 몬트리올              |

## 관련 기사
1. ↑  “Red Bull Music Academy Heads to Paris in 2015”. 2015년 4월 16일에 원본 문서에서 보존된 문서. 2015년 8월 6일에 확인함.